# جامعة مروي التكنولوجية
جامعة مروي التكنولوجية - عبد اللطيف الحمد هي جامعة سودانية حكومية تقع في مدينة مروي وتعتبر الجامعة الأولى في المدينة، تأسست عام 2009 باسم «كلية مروي التقنية» حيث تم إنشاءها عقب بناء سد مروي وفي عام 2015 تم ترفيعها إلى جامعة، وقد أطلق عليها رئيس جمهورية السودان السابق عمر البشير اسم جامعة عبد اللطيف الحمد تيمناً بوزير المالية الكويتي الأسبق عبد اللطيف الحمد.

## الكليات والبرامج
- كلية الطب والعلوم الصحية
  - بكالوريوس الطب والجراحة
  - بكالوريوس المختبرات الطبية
  - بكالوريوس علوم تمريض
  - دبلوم تقني المساعد الطبي
  - دبلوم تقني القبالة
- كلية الهندسة
  - بكالوريوس الشرف الهندسة المدنية
  - بكالوريوس الشرف الهندسة الصناعية
  - بكالوريوس الشرف الهندسة الكهربائية
  - بكالوريوس الشرف الهندسة الميكانيكية
  - دبلوم شبكات واتصالات
- كلية العلوم والتكنولوجيا
  - بكالوريوس الشرف تقانة معلومات
  - دبلوم تقانة معلومات
  - دبلوم إنتاج نباتي
  - دبلوم إنتاج حيواني
- كلية العلوم الاجتماعية
  - بكالوريوس إدارة أعمال
  - بكالوريوس الشرف التربية التقنية
  - دبلوم نظم المعلومات المحاسبية والمصرفية

## الشعار

الشعار السابق
الشعار الحالي

## وصلات خارجية
- الموقع الرسمي للجامعة (بالعربية) (بالإنجليزية)
- قانون جامعة عبد اللطيف الحمد